# Scopula bisinuata
Scopula bisinuata là một loài bướm đêm trong họ Geometridae.